# Jan Beszta-Borowski
Jan Beszta-Borowski (ur. 14 grudnia 1936 w Borowskich Olkach, zm. 9 września 2021) – polski polityk i rolnik, działacz opozycji w okresie PRL, poseł na Sejm X kadencji.

## Życiorys
W 1953, będąc uczniem Technikum Mechanizacji Rolnictwa w Białymstoku, został skazany w procesie politycznym na 2,5 roku pozbawienia wolności i skierowany do pracy w kopalni. Od 1958 pracował jako rolnik. Był karany aresztem za niewywiązywanie się z obowiązkowych dostaw.
W 1979 przeszedł na rentę. W 1981 stanął na czele Niezależnego Samorządnego Związku Zawodowego Rolników Indywidualnych „Solidarność” w województwie białostockim. Był też jednym z krajowych liderów tego związku. W stanie wojennym dwukrotnie zostawał internowany, zwalniano go ze względu na zły stan zdrowia. Od 1983 uczestniczył w Ogólnopolskim Komitecie Oporu Rolników. Za działalność opozycyjną aresztowano go w 1985, zwolnienie uzyskał po kilku miesiącach na mocy amnestii. Uczestniczył w obradach Okrągłego Stołu w podzespole do spraw rolnictwa. W 1989 został posłem na Sejm X kadencji z okręgu bielskim z ramienia Komitetu Obywatelskiego. W Sejmie należał do Obywatelskiego Klubu Parlamentarnego. W 1995 wstąpił do Ruchu Odbudowy Polski, z ramienia którego startował w wyborach parlamentarnych w 1997 w okręgu białostockim, po wyborach opuścił partię. Autor książki Pół wieku zarazy. Moje zapiski faktów i refleksji (2002).
W wypowiedzi sejmowej w październiku 1991 stwierdził, że ojciec Włodzimierza Cimoszewicza jako szef Informacji Wojskowej w Wojskowej Akademii Technicznej brutalnie traktował przesłuchiwanych. W wynikłym z tego sporu procesie sądowym sąd przyznał rację Włodzimierzowi Cimoszewiczowi.
Został pochowany w Uhowie.

## Odznaczenia
W 2001, za zasługi w działalności na rzecz budowy demokratycznego państwa polskiego i społeczeństwa obywatelskiego, został odznaczony przez prezydenta Aleksandra Kwaśniewskiego Złotym Krzyżem Zasługi, odmówił przyjęcia tego odznaczenia. W 2011 nie wyraził zgody na otrzymanie Krzyża Wolności i Solidarności. W 2015, za wybitne zasługi w działalności na rzecz przemian demokratycznych w Polsce, prezydent Andrzej Duda nadał mu Krzyż Komandorski Orderu Odrodzenia Polski. Odmówił przyjęcia również tego orderu, motywując to protestem przeciwko „niszczeniu go”.